# Штакельберг, Отто Магнус (археолог)
Барон Отто Магнус фон Штакельберг (Ревель 25 июля 1786 — Санкт-Петербург 27 марта 1837) — один из первых европейских археологов, писатель, художник и искусствовед. Путешествуя по Греции и Италии отобразил их в своих работах. Его рисунки разошлись в многочисленных копиях и иллюстрациях работ других путешественников.

## Молодость

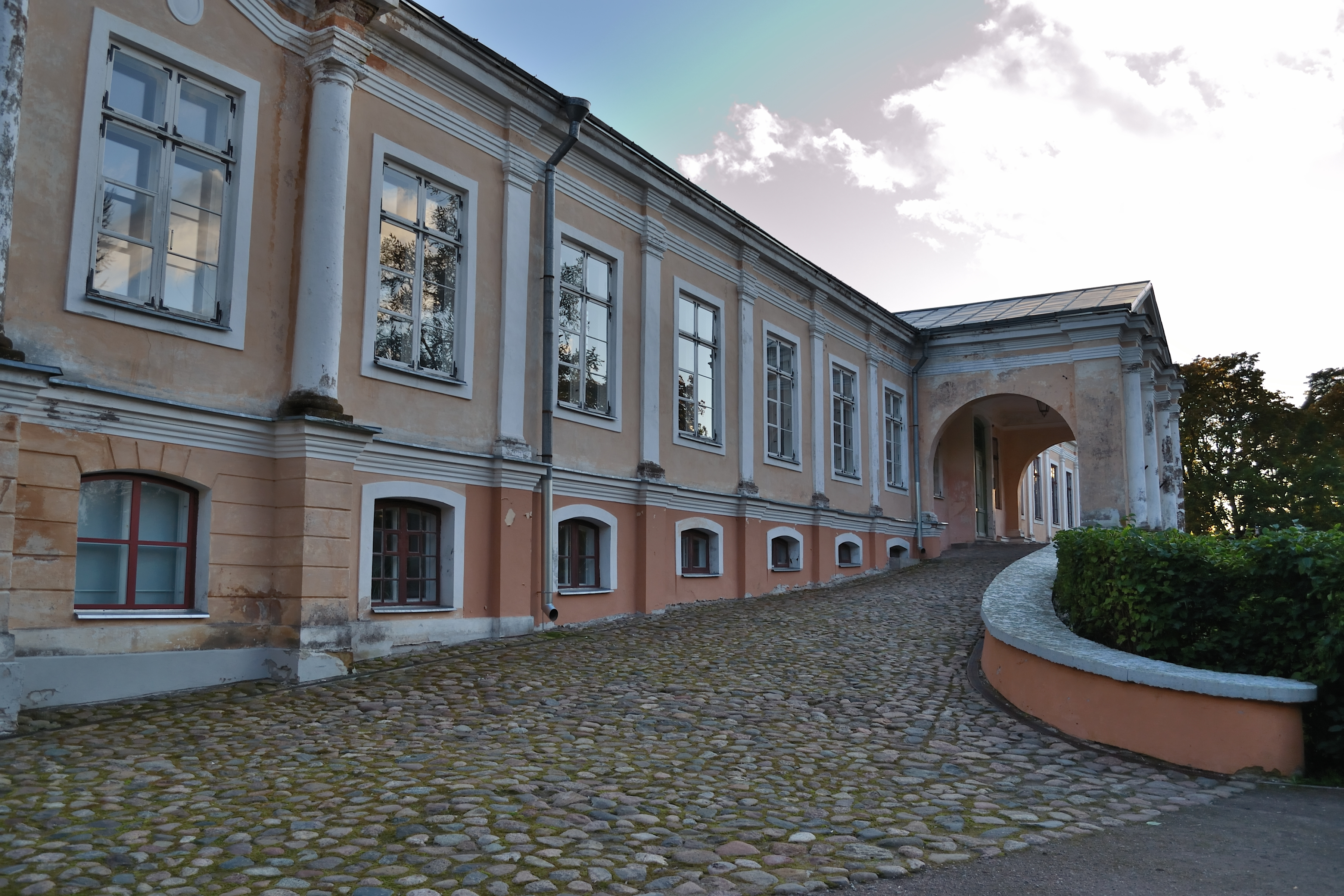
Вяэна (Эстония), где Штакельберг провёл молодость

Отто родился в Ревеле (Таллин), Российская империя в семье Отто Христиана Энгельбрехт фон Штакельберга (Otto Christian Engelbrecht von Stackelberg) и Анны Гертруды Дюкер (Anna Gertruda Düker).
Его отец, полковник Русской императорской армии, умер шестью годами позже, в 1792 году.
Молодой Отто рано проявил свою склонность к музыке, в отличие от своих братьев, которые следуя моде той эпохи более интересовались верховой ездой, борьбой и охотой.
Мать, обнаружив у Отто талант в рисовании, пригласила немецкого художника Реуса в семейную усадьбу Fähna преподавать сыну уроки живописи.
Родители первоначально предназначали его в дипломатический корпус и, как следствие, в 1803 году он поступил в Гёттингенский университет.
Чуть позже, в том же году, он отправился в гран-тур с двумя из своих братьев. Эта поездка оказала огромное влияние на его последующую жизнь.
В Цюрихе он увидел картины Иоганна Лафатера и Соломона Гесснера, посетил Иоганна Песталоцци.
Перезимовав в Женеве, вместе со своим братом Карлом, он продолжил своё путешествие в Италию, где решил следовать своей мысли, родившейся в Цюрихе — посвятить свою жизнь искусству.
В 1804 году он остался в Дрездене учиться живописи, но в следующем году он продолжил учёбу на дипломата в Москве.
К этому времени его мать осознала, что её сын не предназначен для дипломатической службы. C этого момента Штакельберг посвятил себя искусству и, постепенно, археологии.

## Первое путешествие в Грецию и ограбление храмов

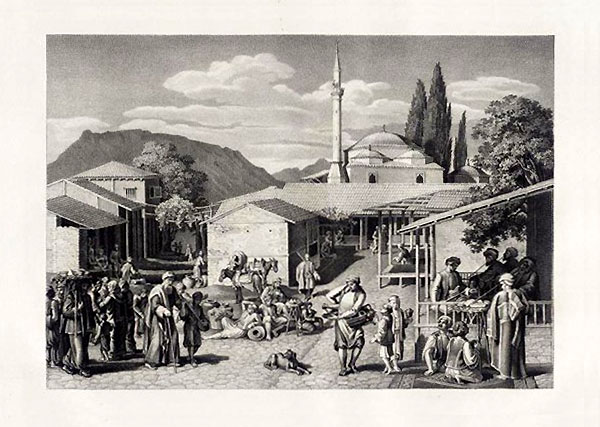
Рисунок из «Trachten und Gebräuche der Neugriechen»

Последовал второй период учёбы в Гётингене и (между 1806 и 1808) работа в художественной галерее в Дрездене. Осенью 1808 года], он предпринял второе путешествие в Италию. На этот раз его сопровождал немецкий археолог Эрнст Генрих Телкин (Ernst Heinrich Tolken 1786—1869).
По пути в Италию, они встретились с Жаном Полем в Байройте и посетили галерею во дворце Шлайсхайм около Мюнхена.
Они прибыли в Рим в 1809 году и здесь встретились и подружились с немецким археологом и искусствоведом Карлом Галлером фон Галлерштейном (1774—1817), датскими археологами и филологами Петером Брэндштедом и Георгом Косом (Georg Koës 1782—1811), немецким художником Яковом Линком (Jakob Linckh 1787—1841) и австрийским консулом в Греции Георгием Гропиусом (George Christian Gropius 1776—1850).
Брэндштед и Кос убедили Штакельберга сопроводить их в их путешествии в Грецию. Они были намерены по возвращении издать археологическую публикацию, в которой Штакельберг мог бы приложить свои пейзажи.

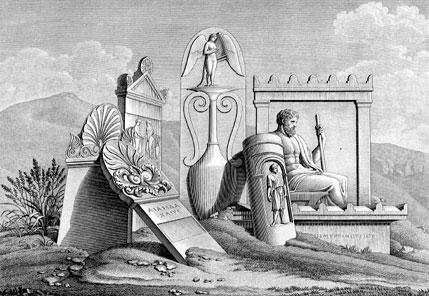
Одна из гравюр Штакельберга

Путешествие в Грецию было продолжительным.
Они отправились из Неаполя в июле 1810 года но в Пирей прибыли только к сентябрю.
В Афинах они присоединились к британским архитекторам и археологам Джону Фостеру (John Foster 1787—1846) и Чарльзу Кокереллу.
Действия этой группы были в русле «почитателей греческой культуры», которые, по выражению греческого археолога XX века Манолиса Андроникоса, пытались любой ценой приобрести греческие древности и вывезти их на Запад.
В период 1800—1820 Западную Европу обуяла, по заголовку одноимённой книги, «Мраморная горячка».
Начало этой волне археологии положил французский посол в Османской империи Шуазёль-Гуфье, который, используя свой пост, позаботился получить султанский фирман и вывез несколько плит фриза Парфенона.
Последовал в несравненно бо́льших масштабах, по выражению Байрона «пикт современный» (Элджин), «кто подошёл с киркою к этим стенам».
Группа, с которой приехал Штакельберг, произвела раскопки на археологических площадках в нескольких регионах Греции. В ходе них было сделано важнейшее открытие: установлено, что белоснежные древнегреческие храмы в античности были ярко расписаны.

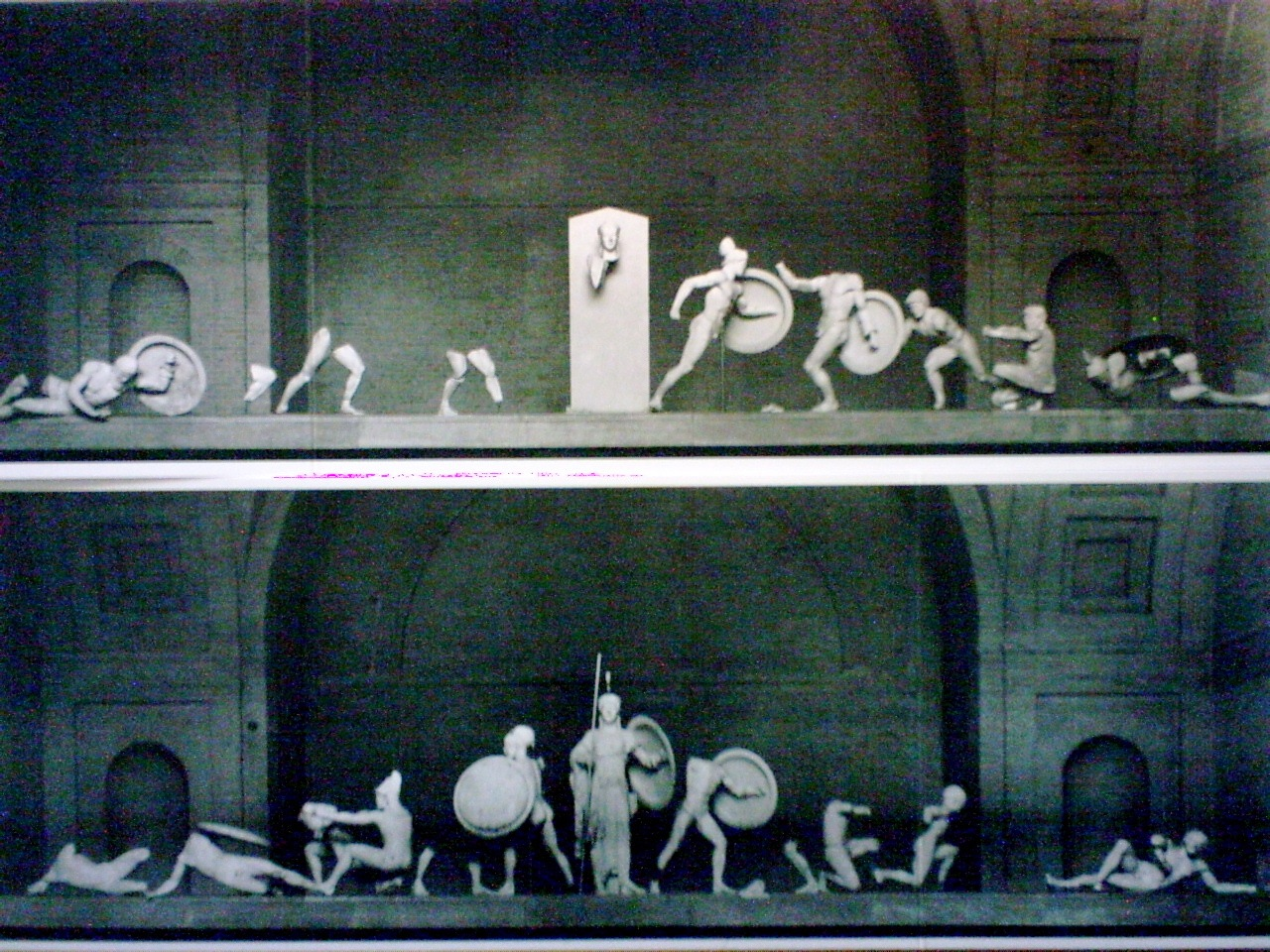
Скульптуры фронтонов храма Афеи с тематикой из Троянской войны

В начале 1811 года Кокерелл, с группой, поехал на остров Эгина, где по наводке группа откопала павшие во время землетрясения и заваленные землёй статуи и фрагменты статуй фронтона храма Афеи. В общей сложности 16 статуй, 13 голов статуй и десятки фрагментов.
Заплатив местным османским властям всего 40 фунтов, группа переправила статуи и фрагменты в Пирей.
При содействии австрийского консула Гропиуса, французского консула Луи Фовеля (Louis Fauvel), поспешившего примкнуть к группе, и старого сотрудника Элджина в аналогичной операции, Джованни Лузьери (Giovani Lusieri), группа позаботилась отправить древности на контролируемый англичанами остров Закинф.
Здесь, в ноябре 1812 года, был организован аукцион. Предложения поступили из Франции и Баварии, в то время как англичане сочли цену высокой и предпочли переправить древности на Мальту и продолжить тайные переговоры с Кокереллем.
После длительных дипломатических проволочек, скульптуры храма Афеи были проданы в 1814 году кронному принцу Баварии Людвигу и хранятся сегодня в Мюнхенской глиптотеке.
В 1812 году группа выставила на продажу фрагменты храма Аполлона в Бассах, и храма Эака, посвящённого Зевсу, также из Эгины.

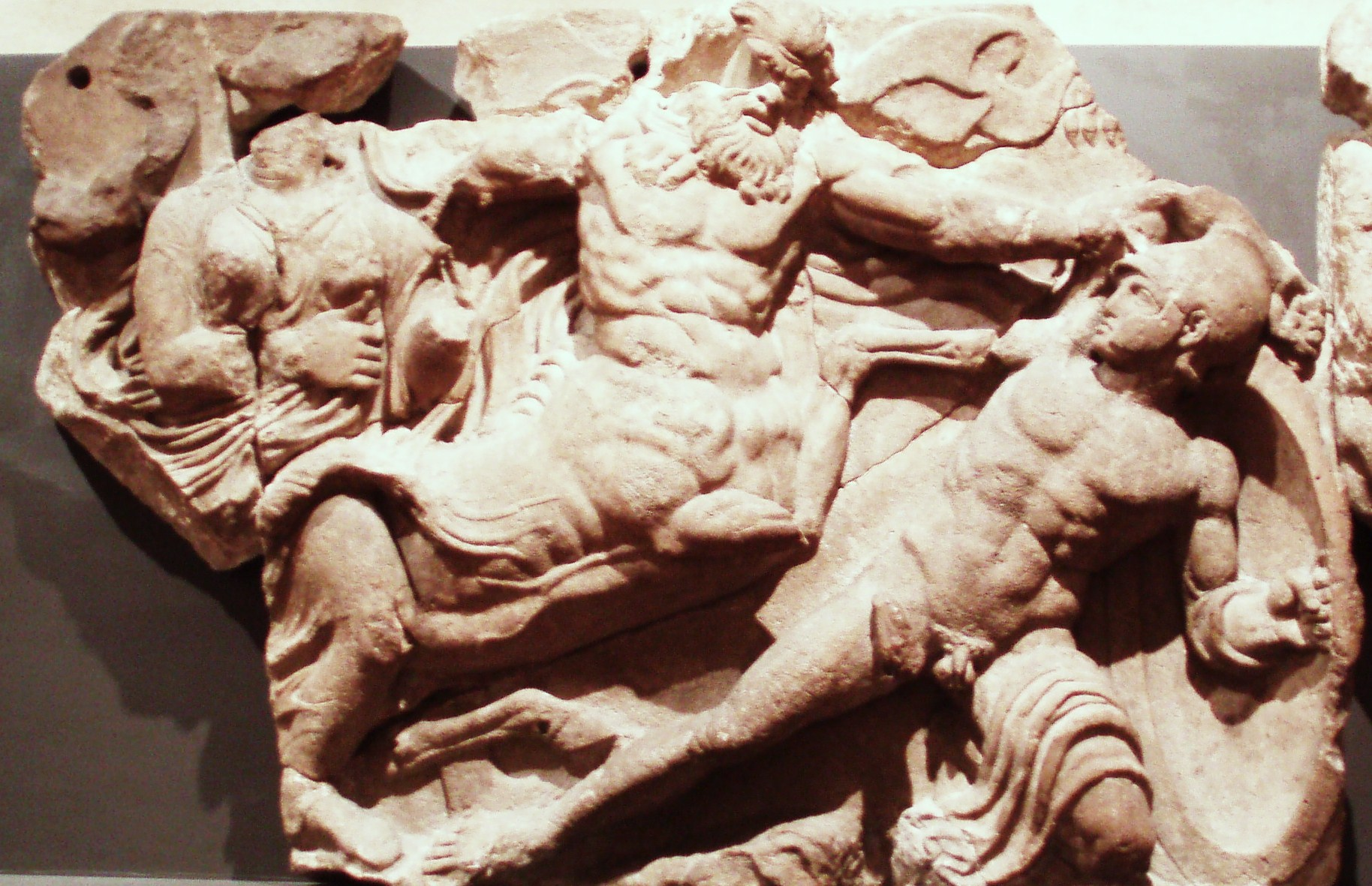
Фрагмент фриза храма Аполлона в Бассах.

Фриз Храма Аполлона был выкуплен на торгах англичанами и сегодня находится в Британском музее. При этом, М. Андроникос отмечает, что фриз выставлен в недостойном для него, отдалённом и маленьком зале музея.

## Рим и Италия
Осенью 1814 года, Штакельберг вернулся из Греции и поехал к своей семье на Балтику.
Он вновь вернулся в Италию в 1816 году, в поисках произведений искусства Античности и Средневековья и как искусствовед стал соучредителем «Германского археологического института» («Instituto Archeologico Germanico») в Риме.
Вместе с Эдуардом Герхардом (Friedrich Wilhelm Eduard Gerhard 1795—1867), Августом Кестнером (August Kestner 1777—1853) и Теодором Панофка (Theodor Panofka 1800—1858), он также основал в 1824 году общество «Гипербореи» («Römischen Hyperboraeer»), группу учёных из северной Европы изучающую античные руины.
Институт и общество были в зародыше тем, что позже стал Германский археологический институт.
В 1826 году Штакельберг опубликовал свою археологическую работу под заголовком Der Apollotempel zu Bassae in Arcadien und die daselbst ausgegrabenen Bildwerke (Храма Аполлона в Бассах в Аркадии, и настенные росписи найденные там), к которой он приложил свои рисунки.
Также во время своего пребывания в Риме, Штакельберг предпринял другие поездки в Грецию, где шла Освободительная война, и в пределах Италии.
В Этрурии в 1827 году он раскопал этрусский храм и ипогио (подземное помещение) в Корнето (сегодня Тарквиния).

## Последние годы и смерть
В 1828 году Штакельберг оставил Рим и Италию в последний раз. С 1829 по 1833 год он жил в Германии, встречая там среди прочих Иоганна Гёте и совершил поездки в Англию, Францию и Нидерланды. С 1835 года он жил в Риге. Умер в 1837 году в Санкт-Петербурге.

## Признание
Его племянница Наталия фон Штакельберг (Natalie von Stackelberg) опубликовала биографию дяди в 1882 году основываясь на его дневниках и письмах.
В написанной им биографии фон Штакельберга, немецкий археолог Gerhart Rodenwaldt (1886—1945) именует его «первооткрывателем [древнего] греческого пейзажа».
В Греции его участие в грабеже Храма Афеи упоминается редко, тем более что он в основном был зарисовщиком. Более всего он известен греческому читателю своими рисунками и гравюрами, выполненными им в Греции в первых десятилетиях XIX века и сопровождающие издания, посвящённые Освободительной войне и предвоенному десятилетию:A-283:В-55:Δ-31.

## Работы

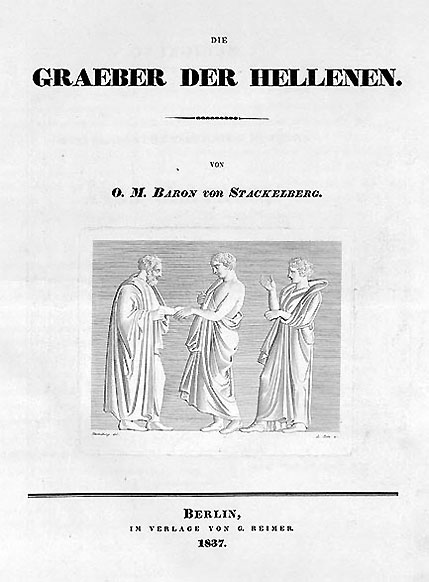
Титульный лист Die Gräber der Hellenen in Bildwerken und Vasengemälden

- Costumes et usages des peuples de la Grèce moderne / Trachten und Gebräuche der Neugriechen (Costumes and customs of the peoples of modern Greece). Rome 1825.
- Der Apollotempel zu Bassae in Arcadien und die daselbst ausgegrabenen Bildwerke. (The Temple of Apollo at Bassae in Arcadia, and the Wall-paintings excavated there). Rome 1826.
- La Grèce. Vues pittoresques et topographiques, dessinus par O. M. baron de Stackelberg. (Greece — Picturesque views and topographic views, drawn by Otto Magnus, baron of Stackelberg). Paris 1830.
- Die Gräber der Hellenen in Bildwerken und Vasengemälden (The Graves of the Greeks in Wall-paintings and Vase-paintings). Berlin 1837.